# Réformes orthographiques catalanes
 (décembre 2018).
Les réformes orthographiques catalanes sont des réformes linguistiques ayant pour but de normaliser l'orthographe de la langue catalane. La plus significative est la première réforme de 1913, portée par l'Institut d'études catalanes. De nombreuses réformes de moindre envergure continuent à être publiées.

## Réformes orthographiques de la langue catalane
Au début des années 1910, l'Institut d'études catalanes (IEC) a constitué une commission, qui aboutit en 1913 à la promulgation des Normes orthographiques de la langue catalane. Cette réforme est notamment portée par Marià Aguiló i Fuster et Pompeu Fabra i Poch. L'objectif de la réforme est de régulariser le lexique et la grammaire, pour donner un cadre standardisé aux éditoriaux et pour diminuer les différences. En parallèle, une nouvelle Académie de la Langue Catalane se met en place pour s'opposer à cette réforme.
Plusieurs réformes de moindre envergure ont lieu par la suite, à partir de 1962.
En 2013, lors du centenaire de cette réforme, Isidor Marí Mayans, président de la section d'étude de la langue de l'IEC, dit la chose suivante « même si nous n'en sommes souvent pas conscients, la conséquence de cet accord normatif, c'est qu'il a ouvert les portes à ce qui se produisit successivement dans le domaine de la grammaire (1918) et du dictionnaire (1932), c'est une des plus grandes avancées historiques. »
Actuellement[évasif], dans le contexte catalan, le Termcat aide les usagers de la langue à standardiser les néologismes, dans le cadre du procès de normalisation de la langue catalane et dans un contexte global déterminé par la société de la connaissance, la diversité et le multilinguisme. Par exemple, selon les cas, on optera pour une reprise intégrale d'un mot étranger (whisky), la catalanisation de l'orthographe (pàrquing) ou une alternative (aparcament), ou le remplacement d'un mot étranger (hard disk) par un mot catalan « pur » (disc dur).

### Liste des réformes orthographiques de la langue catalane
Après la publication des Normes d'orthographe par l'Institut d'études catalanes (1913) à la suite des travaux préparatoires de Pompeu Fabra i Poch, quelques réformes mineures ont suivi.
- 1962 : l'autorisation des variantes de possessifs, meua, teua… et des variantes de la conjugaison des verbes cantam, cantau, cantassis…
- 1984 : les noms en -es (judes, mecenes, Atenàgores…)
- 1992 (1999) la norme sur l'orthographe de la personne 1 du présent de l´indicatif des verbes aux Îles Baléares.
- 1993 : les signes d'interrogation et d'admiration.
- 1995 : le tiret.
- 1996 : orthographe de mots composés et préfixés contenant des formes avec une initiale étymologique suivie d'une consonne.
- 1996 : représentation de la flexion verbale dans les Instructions pour la manipulation du dictionnaire.
- 2006 : « Orthographe » dans la Grammaire normative valencienne de l'Acadèmia Valenciana de la Llengua.
- 2016 : En septembre 2016, l'Institut d'Estudis Catalans (IEC) a annoncé la publication de sa nouvelle orthographe, avec plusieurs nouveautés[3]. Cette orthographe est approuvée par la plénière de l'IEC le 25 octobre 2016. Une des nouveautés les plus commentées est la suppression de la plupart des accents diacritiques, de façon que la liste de mots avec des accents diacritiques reste réduite à quinze.  Les accents diacritiques des mots composés et dérivés de ces mots furent également éliminés.[réf. nécessaire]